# Wereldkampioenschap superbike van Brno 1993
Het wereldkampioenschap superbike van Brno 1993 was de zesde ronde van het wereldkampioenschap superbike 1993. De races werden verreden op 18 juli 1993 op het Automotodrom Brno nabij Brno, Tsjechië.

## Race 1
| Pos | Nr | Rijder               | Constructeur | Rondes | Tijd                | Grid | Punten |
| --- | -- | -------------------- | ------------ | ------ | ------------------- | ---- | ------ |
| 1   | 4  | Carl Fogarty         | Ducati       | 18     | 38:19.360           | 1    | 20     |
| 2   | 11 | Scott Russell        | Kawasaki     | 18     | +2.090              | 2    | 17     |
| 3   | 6  | Aaron Slight         | Kawasaki     | 18     | +14.860             | 3    | 15     |
| 4   | 5  | Fabrizio Pirovano    | Yamaha       | 18     | +27.670             | 4    | 13     |
| 5   | 9  | Giancarlo Falappa    | Ducati       | 18     | +27.740             | 5    | 11     |
| 6   | 34 | Mauro Lucchiari      | Ducati       | 18     | +36.220             | 6    | 10     |
| 7   | 10 | Piergiorgio Bontempi | Kawasaki     | 18     | +38.820             | 10   | 9      |
| 8   | 88 | Edwin Weibel         | Ducati       | 18     | +48.630             | 7    | 8      |
| 9   | 32 | Terry Rymer          | Yamaha       | 18     | +57.680             | 8    | 7      |
| 10  | 7  | Stéphane Mertens     | Ducati       | 18     | +1:01.580           | 11   | 6      |
| 11  | 19 | Andreas Hofmann      | Kawasaki     | 18     | +1:01.780           | 16   | 5      |
| 12  | 17 | Baldassarre Monti    | Yamaha       | 18     | +1:02.050           | 12   | 4      |
| 13  | 70 | Aldeo Presciutti     | Ducati       | 18     | +1:09.100           | 15   | 3      |
| 14  | 20 | Jeffry de Vries      | Yamaha       | 18     | +1:09.700           | 22   | 2      |
| 15  | 30 | Ernst Gschwender     | Kawasaki     | 18     | +1:24.070           | 19   | 1      |
| 16  | 52 | Bernhard Schick      | Ducati       | 18     | +1:24.900           | 26   |        |
| 17  | 23 | Fabrizio Furlan      | Kawasaki     | 18     | +1:30.920           | 24   |        |
| 18  | 80 | Thierry Rogier       | Ducati       | 18     | +1:32.810           | 28   |        |
| 19  | 86 | Marcel Kellenberger  | Kawasaki     | 18     | +1:32.830           | 20   |        |
| 20  | 82 | Christy Rebuttini    | Ducati       | 18     | +1:36.500           | 27   |        |
| 21  | 54 | Tripp Nobles         | Honda        | 18     | +1:48.780           | 23   |        |
| 22  | 61 | Mauro Mastrelli      | Yamaha       | 18     | +2:02.670           | 29   |        |
| 23  | 84 | Petr Šalé            | Ducati       | 18     | +2:12.290           | 31   |        |
| 24  | 73 | Pedro Baptista       | Yamaha       | 17     | +1 ronde            | 33   |        |
| 25  | 62 | Roberto Biagioli     | Kawasaki     | 17     | +1 ronde            | 34   |        |
| DNF | 99 | Jean-Marc Delétang   | Yamaha       | 13     | Uitgevallen         | 17   |        |
| DNF | 81 | Marian Troliga       | Kawasaki     | 11     | Uitgevallen         | 35   |        |
| DNF | 27 | Fred Merkel          | Ducati       | 9      | Uitgevallen         | 9    |        |
| DNF | 56 | Karl Truchsess       | Kawasaki     | 8      | Uitgevallen         | 13   |        |
| DNF | 97 | Philippe Mouchet     | Ducati       | 5      | Uitgevallen         | 18   |        |
| DNF | 90 | Peter Bührer         | Kawasaki     | 3      | Uitgevallen         | 36   |        |
| DNF | 14 | Christer Lindholm    | Yamaha       | 2      | Uitgevallen         | 14   |        |
| DNF | 48 | Franz Pfefferkorn    | Kawasaki     | 1      | Uitgevallen         | 32   |        |
| DNF | 40 | Udo Mark             | Yamaha       | 0      | Uitgevallen         | 21   |        |
| DNF | 67 | Jean Louis Tranois   | Yamaha       | 0      | Uitgevallen         | 30   |        |
| DNF | 26 | Árpád Harmati        | Yamaha       | 0      | Uitgevallen         | 25   |        |
| DNQ | 44 | Anton Berghammer     | Yamaha       | 0      | Niet gekwalificeerd |      |        |
| DNQ | 94 | Ondřej Lelek         | Honda        | 0      | Niet gekwalificeerd |      |        |
| DNQ | 89 | Karel Caesar         | Kawasaki     | 0      | Niet gekwalificeerd |      |        |
| DNQ | 93 | Rudolf Zeller        | Kawasaki     | 0      | Niet gekwalificeerd |      |        |
| DNQ | 64 | Adriano Narducci     | Yamaha       | 0      | Niet gekwalificeerd |      |        |
| DNQ | 92 | Michal Bursa         | Suzuki       | 0      | Niet gekwalificeerd |      |        |
| DNQ | 91 | Anton Lang           | Kawasaki     | 0      | Niet gekwalificeerd |      |        |
| DNQ | 85 | Martin Zorkler       | Suzuki       | 0      | Niet gekwalificeerd |      |        |
| DNQ | 83 | T. Katz              | Kawasaki     | 0      | Niet gekwalificeerd |      |        |
| DNQ | 28 | Anton Göhly          | Yamaha       | 0      | Niet gekwalificeerd |      |        |

## Race 2
| Pos | Nr | Rijder               | Constructeur | Rondes | Tijd                | Grid | Punten |
| --- | -- | -------------------- | ------------ | ------ | ------------------- | ---- | ------ |
| 1   | 11 | Scott Russell        | Kawasaki     | 18     | 38:17.300           | 2    | 20     |
| 2   | 4  | Carl Fogarty         | Ducati       | 18     | +7.070              | 1    | 17     |
| 3   | 7  | Stéphane Mertens     | Ducati       | 18     | +46.970             | 11   | 15     |
| 4   | 5  | Fabrizio Pirovano    | Yamaha       | 18     | +48.760             | 4    | 13     |
| 5   | 27 | Fred Merkel          | Ducati       | 18     | +48.950             | 9    | 11     |
| 6   | 10 | Piergiorgio Bontempi | Kawasaki     | 18     | +55.530             | 10   | 10     |
| 7   | 14 | Christer Lindholm    | Yamaha       | 18     | +1:01.870           | 14   | 9      |
| 8   | 20 | Jeffry de Vries      | Yamaha       | 18     | +1:03.720           | 22   | 8      |
| 9   | 70 | Aldeo Presciutti     | Ducati       | 18     | +1:06.240           | 15   | 7      |
| 10  | 19 | Andreas Hofmann      | Kawasaki     | 18     | +1:06.250           | 16   | 6      |
| 11  | 52 | Bernhard Schick      | Ducati       | 18     | +1:09.220           | 26   | 5      |
| 12  | 99 | Jean-Marc Delétang   | Yamaha       | 18     | +1:10.290           | 17   | 4      |
| 13  | 54 | Tripp Nobles         | Honda        | 18     | +1:13.410           | 23   | 3      |
| 14  | 30 | Ernst Gschwender     | Kawasaki     | 18     | +1:14.260           | 19   | 2      |
| 15  | 86 | Marcel Kellenberger  | Kawasaki     | 18     | +1:28.140           | 20   | 1      |
| 16  | 23 | Fabrizio Furlan      | Kawasaki     | 18     | +1:30.500           | 24   |        |
| 17  | 82 | Christy Rebuttini    | Ducati       | 18     | +1:36.660           | 27   |        |
| 18  | 84 | Petr Šalé            | Ducati       | 17     | +1 ronde            | 31   |        |
| 19  | 73 | Pedro Baptista       | Yamaha       | 17     | +1 ronde            | 33   |        |
| 20  | 62 | Roberto Biagioli     | Kawasaki     | 17     | +1 ronde            | 34   |        |
| 21  | 90 | Peter Bührer         | Kawasaki     | 17     | +1 ronde            | 36   |        |
| DNF | 80 | Thierry Rogier       | Ducati       | 17     | Uitgevallen         | 28   |        |
| DNF | 88 | Edwin Weibel         | Ducati       | 13     | Uitgevallen         | 7    |        |
| DNF | 34 | Mauro Lucchiari      | Ducati       | 10     | Uitgevallen         | 6    |        |
| DNF | 32 | Terry Rymer          | Yamaha       | 8      | Uitgevallen         | 8    |        |
| DNF | 9  | Giancarlo Falappa    | Ducati       | 6      | Uitgevallen         | 5    |        |
| DNF | 6  | Aaron Slight         | Kawasaki     | 6      | Uitgevallen         | 3    |        |
| DNF | 81 | Marian Troliga       | Kawasaki     | 5      | Uitgevallen         | 35   |        |
| DNF | 61 | Mauro Mastrelli      | Yamaha       | 3      | Uitgevallen         | 29   |        |
| DNF | 48 | Franz Pfefferkorn    | Kawasaki     | 3      | Uitgevallen         | 32   |        |
| DNF | 56 | Karl Truchsess       | Kawasaki     | 2      | Uitgevallen         | 13   |        |
| DNF | 17 | Baldassarre Monti    | Yamaha       | 1      | Uitgevallen         | 12   |        |
| DNF | 97 | Philippe Mouchet     | Ducati       | 0      | Uitgevallen         | 18   |        |
| DNS | 40 | Udo Mark             | Yamaha       | 0      | Niet gestart        | 21   |        |
| DNS | 26 | Árpád Harmati        | Yamaha       | 0      | Niet gestart        | 25   |        |
| DNS | 67 | Jean Louis Tranois   | Yamaha       | 0      | Niet gestart        | 30   |        |
| DNQ | 44 | Anton Berghammer     | Yamaha       | 0      | Niet gekwalificeerd |      |        |
| DNQ | 94 | Ondřej Lelek         | Honda        | 0      | Niet gekwalificeerd |      |        |
| DNQ | 89 | Karel Caesar         | Kawasaki     | 0      | Niet gekwalificeerd |      |        |
| DNQ | 93 | Rudolf Zeller        | Kawasaki     | 0      | Niet gekwalificeerd |      |        |
| DNQ | 64 | Adriano Narducci     | Yamaha       | 0      | Niet gekwalificeerd |      |        |
| DNQ | 92 | Michal Bursa         | Suzuki       | 0      | Niet gekwalificeerd |      |        |
| DNQ | 91 | Anton Lang           | Kawasaki     | 0      | Niet gekwalificeerd |      |        |
| DNQ | 85 | Martin Zorkler       | Suzuki       | 0      | Niet gekwalificeerd |      |        |
| DNQ | 83 | T. Katz              | Kawasaki     | 0      | Niet gekwalificeerd |      |        |
| DNQ | 28 | Anton Göhly          | Yamaha       | 0      | Niet gekwalificeerd |      |        |

## Tussenstanden na wedstrijd
| Pos | Nr | Rijder            | Team     | Punten |
| --- | -- | ----------------- | -------- | ------ |
| 1   | 11 | Scott Russell     | Kawasaki | 167,5  |
| 2   | 4  | Carl Fogarty      | Ducati   | 146,5  |
| 3   | 9  | Giancarlo Falappa | Ducati   | 146    |
| 4   | 6  | Aaron Slight      | Kawasaki | 131    |
| 5   | 5  | Fabrizio Pirovano | Yamaha   | 111    |

1993 · 1996 · 2005 · 2006 · 2007 · 2008 · 2009 · 2010 · 2011 · 2012 · 2018